# Z43 (駆逐艦)
Z43はドイツ海軍の駆逐艦。1936B型。

## 艦歴
1941年2月17日発注。1942年5月1日起工。1943年9月進水。1944年3月24日、または5月31日就役。第6駆逐群に所属する。
1944年10月からバルト海で活動し、船団の護衛や沿岸の砲撃などに従事した。
11月、サーレマー島からのドイツ軍の撤退を支援した。12月、駆逐艦Z35、Z36、水雷艇T23、T28と共にフィンランド湾へ機雷敷設に向かうが、途中でZ35とZ36が触雷沈没し、機雷敷設は中止された。
1945年2月18日と19日、重巡洋艦アドミラル・シェーアなどと共にザームラントのソ連軍を砲撃。23日、再びソ連軍を砲撃。
4月10日、ダンツィヒ湾で触雷した。5月3日、ゲルティンガー湾で自沈。